# اتویلر
اتویلر (به فرانسوی: Ottwiller)(آلمانی: Ottweiler) یک کمون در فرانسه با جمعیت ۲۲۱ نفر است که در Canton of Drulingen واقع شده‌است.